# All the Stars
All the Stars è un singolo del rapper statunitense Kendrick Lamar e della cantautrice statunitense SZA, pubblicato il 4 gennaio 2018 come primo estratto dalla colonna sonora Black Panther, appartenente al film omonimo.
Il singolo fu candidato per l'Oscar alla migliore canzone agli Oscar 2019 e al Golden Globe per la migliore canzone originale ai Golden Globe 2019 e ha ricevuto quattro candidature ai Grammy Awards 2019, due delle quali come Canzone dell'anno e Registrazione dell'anno.

## Pubblicazione
Lamar ha inizialmente accennato al suo coinvolgimento con l'album della colonna sonora di Black Panther nel video musicale della sua canzone Love, pubblicato il 22 dicembre 2017. Nel video, a circa il minuto 1:54, viene mostrato un ciak con le parole "B.Panther Soundtrack Coming Soon". Lamar ha successivamente annunciato la sua partecipazione il 4 gennaio 2018, insieme all'uscita di All The Stars.

## Accoglienza
All The Stars ha ricevuto recensioni generalmente positive dalla critica. Jon Blistein di Rolling Stone ha elogiato la canzone, definendo il verso di Lamar "provocatorio" e quello di SZA "avvincente" e "pieno di virate vocali".  Tuttavia, Sheldon Pearce di Pitchfork ha dato alla canzone una recensione negativa, definendola "generica" e "debole rispetto ai recenti lavori dei due artisti". Pearce ha inoltre scritto che la canzone è "piena di intrighi pesanti e cliché di ogni uomo" ed è "così anonimo che trasuda compromesso, privo di personalità o visioni vere". Pearce si è comunque complimentato con le interpretazioni di Lamar e SZA e con la produzione, concludendo che "All The Stars è insolitamente conservativo per queste due stelle."
Nel dicembre 2018, Billboard ha classificato All the Stars come la quindicesima miglior canzone dell'anno.

## Video musicale
Il video musicale è stato pubblicato il 6 febbraio 2018 sul canale Vevo-YouTube di Kendrick Lamar. È stato diretto da Dave Mayers e dai Little Homies.

## Successo commerciale
Nella settimana del 20 gennaio 2018, All The Stars ha debuttato alla quarantatreesima posizione della Billboard Hot 100. Nella sua quinta settimana, è salita alla trentunesima e nella settimana del 3 marzo ha raggiunto la settima. È diventata la seconda top ten del rapper nel 2018, dopo la sua collaborazione con The Weeknd Pray For Me, che aveva anch’essa raggiunto la settima posizione a inizio febbraio. Per la cantante è diventata la seconda top ten, dopo la sua collaborazione in What Lovers Do dei Maroon 5.

## Classifiche

### Classifiche settimanali
| Classifica (2018-25)      | Posizione massima |
| ------------------------- | ----------------- |
| Australia                 | 2                 |
| Austria                   | 13                |
| Belgio (Fiandre)          | 21                |
| Belgio (Vallonia)         | 61                |
| Canada                    | 7                 |
| Danimarca                 | 7                 |
| Emirati Arabi Uniti       | 7                 |
| Filippine                 | 16                |
| Finlandia                 | 31                |
| Francia                   | 24                |
| Germania                  | 13                |
| Irlanda                   | 3                 |
| Islanda                   | 6                 |
| Israele                   | 47                |
| Italia                    | 34                |
| Lettonia                  | 3                 |
| Lituania                  | 4                 |
| Lussemburgo               | 6                 |
| Malaysia                  | 1                 |
| Medio Oriente             | 12                |
| Norvegia                  | 6                 |
| Nuova Zelanda             | 2                 |
| Paesi Bassi               | 19                |
| Polonia                   | 50                |
| Regno Unito               | 5                 |
| Spagna                    | 59                |
| Stati Uniti               | 7                 |
| Stati Uniti (R&B/hip hop) | 5                 |
| Svezia                    | 7                 |
| Svizzera                  | 9                 |

### Classifiche di fine anno
| Classifica (2024) | Posizione |
| ----------------- | --------- |
| Australia         | 74        |